# Ferrotoroïdicité
La ferrotoroïdicité est un état magnétique caractérisé par une organisation des moments magnétiques en vortex. Cet état, prévu par la thermodynamique, a été observé dans l'orientation des moments magnétiques des ions cobalt dans un cristal de LiCoPO4.